# Les Iffs
Les Iffs település Franciaországban, Ille-et-Vilaine megyében. Lakosainak száma 274 fő (2022. január 1.). Les Iffs La Baussaine, Cardroc, La Chapelle-Chaussée, Saint-Brieuc-des-Iffs és Tinténiac községekkel határos.

## Népesség
A település népességének változása:
| Lakosok száma | 208  | 178  | 218  | 251  | 272  | 271  | 272  | 273  | 273  | 274  |
|               | 1968 | 1982 | 1990 | 2006 | 2013 | 2015 | 2017 | 2019 | 2020 | 2022 |